# Автобан (фільм)
Автобан (англ. Collide) – фільм режисера Ерана Кріві, вперше представлений 10 червня 2016 року.

## Історія створення
15 травня 2013 року актори Зак Ефрон і Ембер Герд почали зніматися у фільмі, який мав початкову назву «Автобан», а потім покинули зйомки. 1 травня 2014 року їх замінили відповідно Ніколас Голт та Фелісіті Джонс. Також до зйомок приєдналися Бен Кінгслі з Ентоні Гопкінсом. 
Основна робота над фільмом розпочалася 5 травня 2014 року.

## Сюжет
Американець, на ім'я Кейсі мешкає в Кельні та разом зі своїм другом Маттіасом працює на наркоділка Джерана.
Одного разу він знайомиться із Джулетт та закохується в неї. На її вимогу він покидає наркобізнес. Та незабаром стає відомо, що Джулетт потрібна операція з пересадки нирки. Щоб заробити необхідні кошти, Кейсі погоджується на пропозицію Джерана скоїти пограбування іншого наркоділка, Хагена Кола.
Кейсі із Маттіасом розробляють план захоплення вантажівки з наркотиками, але під час його втілення поплічникам Кола вдається схопити Кейсі. Проте він тікає на автівці, в якій знаходились 5 мільйонів євро.
Кейсі намагається врятуватись та врятувати свою дівчину, якій, за збігом обставин, залишає гроші.
Затриманий поліцією, він укладає угоду, за результатами якої правоохоронці затримують вантаж наркотиків та Кола. 
Зрештою Маттіас отримує свою долю грошей, а Джулетт робить операцію, залишаючись із Кейсі.

## Сприйняття
Фільм був прохолодно зустрінутий як глядачами, так і критиками. За рецензією видання Forbes, «...замість того, щоб прискорюватися, коли потрібно, «Collide» залишається надокучливо застряглим у нейтральному положенні».

## Відзнаки та нагороди
У 2017 році фільм був відзначений американською кінопремією Golden Trailer Awards у категорії «Найкращий трейлер іноземного бойовика».